# Адрес (филм)
Вижте пояснителната страница за други значения на Адрес.
Адрес е българска телевизионна новела (комедия, драма) от 1979 година по сценарий Лиляна Михайлова. Режисьор е Иван Зоин, а оператор Михаил Михайлов, художник Людмила Димова .

## Актьорски състав
| В главните роли                       | Изпълнител      |
| ------------------------------------- | --------------- |
| Мутафчиева                            | Катя Чукова     |
| момичето                              | Вера Среброва   |
| бай Георги, главен готвач             | Христо Попов    |
| Гюлев, управител на почивната станция | Рашко Младенов  |
| Дора                                  | Райна Петрова   |
| Мутафчиев, композитор                 | Добри Добрев    |
| сприхавият                            | Кирил Сираков   |
| кроткият                              | Тодор Иванов    |
| невестата                             | Спаска Божилова |
| веселякът                             | Чавдар Георгиев |
| съпругът с „Москвича“                 | Антон Антонов   |
|                                       | Колчо Николов   |
|                                       | Илия Чакъров    |
|                                       | Стойко Манов    |
|                                       | Лиляна Наумова  |
|                                       | Любка Петрова   |